# 阿尔霍尼利亚
阿尔霍尼利亚，是西班牙安达卢西亚自治区哈恩省的一个市镇。总面积43平方公里，总人口3927人（2001年），人口密度91人/平方公里。